# پارک جنگلی کیبری
پارک جنگلی کیبری یک پارک جنگلی در گامبیا است. این پارک ۳۸۹ هکتار وسعت دارد.
این پارک ۳۶ متر ارتفاع دارد.